# کاتاژینا والتر
کاتاژینا والتر (لهستانی: Katarzyna Walter؛ زادهٔ ۲۳ فوریهٔ ۱۹۶۰) بازیگر اهل لهستان است.
از فیلم‌ها یا مجموعه‌های تلویزیونی که وی در آن‌ها نقش داشته‌است، می‌توان به کمیسر ماما، اجاره‌نشین‌ها، صفر-هفت، به‌گوشم، دست‌نیافتنی، کارآگاهان جنایی، در خوشی و سختی، ماگدا ام. و در خیابان سپولنی اشاره نمود.